# اشلی تسورو
اشلی تسورو (انگلیسی: Ashley Tesoro؛ زادهٔ ۱۵ فوریهٔ ۱۹۸۳) یک هنرپیشه، مانکن (فرد)، و خواننده اهل ایالات متحده آمریکا است.